# Ewa Anna Nowak
Ewa Anna Nowak (Ewa Anna Nowak-Juchacz) – polska filozof, dr hab. nauk humanistycznych, profesor nadzwyczajny Wydziału Filozoficznego Uniwersytetu im. Adama Mickiewicza w Poznaniu.

## Życiorys
W 1991 ukończyła studia filozoficzne na Uniwersytecie im. Adama Mickiewicza, 22 stycznia 1996 obroniła pracę doktorską Heglowska filozofia sztuki. Źródła, implikacje i obecność w kulturze współczesnej, 24 lutego 2003 habilitowała się na podstawie pracy zatytułowanej Autonomia jako zasada etyczności. Kant, Fichte, Hegel. 29 stycznia 2018 nadano jej tytuł profesora w zakresie nauk humanistycznych.
Piastuje funkcję profesora zwyczajnego na Wydziale Filozoficznym Uniwersytetu im. Adama Mickiewicza w Poznaniu.
Założycielka i redaktor naczelny międzynarodowego czasopisma naukowego Ethics in Progress wydawanego przez Wydział Filozoficzny Uniwersytetu im. Adama Mickiewicza w Poznaniu.